# Irlanda en los Juegos Olímpicos de Seúl 1988
Irlanda estuvo representada en los Juegos Olímpicos de Seúl 1988 por un total de 61 deportistas que compitieron en 12 deportes.  
El portador de la bandera en la ceremonia de apertura fue el boxeador Wayne McCullough. El equipo olímpico irlandés no obtuvo ninguna medalla en estos Juegos.